# ميشيل لانغ (مخرج)
ميشيل لانغ (بالفرنسية: Michel Lang)‏ هو كاتب سيناريو ومخرج فرنسي، ولد في 9 يونيو 1939 في الدائرة الثامنة عشرة في باريس في فرنسا، وتوفي في 24 أبريل 2014 في دوفيل في فرنسا بسبب مرض آلزهايمر.

## وصلات خارجية
- ميشيل لانغ على موقع IMDb (الإنجليزية)
- ميشيل لانغ على موقع ألو سيني (الفرنسية)
- ميشيل لانغ على موقع تيرنر كلاسيك موفيز (الإنجليزية)
- ميشيل لانغ على موقع أول موفي (الإنجليزية)
- ميشيل لانغ على موقع قاعدة بيانات الأفلام السويدية (السويدية)
- ميشيل لانغ على موقع قاعدة بيانات الفيلم (الإنجليزية)
- ميشيل لانغ على موقع كينوبويسك (الروسية)